# Coppa panamericana maschile di pallavolo 2009
La IV Coppa panamericana maschile di pallavolo si svolse a Tuxtla Gutiérrez, in Messico, dal 15 al 20 giugno 2009. Al torneo parteciparono 7 squadre nazionali nordamericane e la vittoria finale andò per la terza volta agli Stati Uniti, i quali si qualificarono di diritto alla Coppa America 2010, insieme al Canada e alla Repubblica Dominicana, rispettivamente seconda e terza classificata.

## Squadre partecipanti
- Canada
- Guatemala
- Messico
- Panama
- Porto Rico
- Rep. Dominicana
- Stati Uniti

## Gironi
| Gruppo A                           | Gruppo B                            |
| ---------------------------------- | ----------------------------------- |
| Canada Rep. Dominicana Stati Uniti | Guatemala Messico Panama Porto Rico |

## Fase finale

### Finali 1º e 3º posto
|  | Quarti          | Quarti          |             |            | Semifinali         | Semifinali         |  |  | Finale 1º/2º posto | Finale 1º/2º posto |
|  |                 |                 |             |            |                    |                    |  |  |                    |                    |
|  |                 |                 |             |            |                    |                    |  |  |                    |                    |
|  |                 |                 |             |            |                    |                    |  |  |                    |                    |
|  | Canada          | 3               |             |            |                    |                    |  |  |                    |                    |
|  | Canada          | 3               |             |            |                    |                    |  |  |                    |                    |
|  | Guatemala       | 0               |             |            |                    |                    |  |  |                    |                    |
|  | Guatemala       | 0               | Porto Rico  | 1          |                    |                    |  |  |                    |                    |
|  |                 |                 | Porto Rico  | 1          |                    |                    |  |  |                    |                    |
|  |                 | Canada          | 3           |            |                    |                    |  |  |                    |                    |
|  | -               | Canada          | 3           | -          |                    |                    |  |  |                    |                    |
|  | -               |                 |             | -          |                    |                    |  |  |                    |                    |
|  | -               | -               |             |            |                    |                    |  |  |                    |                    |
|  | -               | -               | Stati Uniti | 3          |                    |                    |  |  |                    |                    |
|  |                 |                 | Stati Uniti | 3          |                    |                    |  |  |                    |                    |
|  |                 | Canada          | 2           |            |                    |                    |  |  |                    |                    |
|  | Messico         | Canada          | 2           | 0          |                    |                    |  |  |                    |                    |
|  | Messico         |                 |             | 0          |                    |                    |  |  |                    |                    |
|  | Rep. Dominicana | 3               |             |            |                    |                    |  |  |                    |                    |
|  | Rep. Dominicana | 3               | Stati Uniti | 3          | Finale 3º/4º posto | Finale 3º/4º posto |  |  |                    |                    |
|  |                 |                 | Stati Uniti | 3          | Finale 3º/4º posto | Finale 3º/4º posto |  |  |                    |                    |
|  |                 | Rep. Dominicana | 0           |            |                    |                    |  |  |                    |                    |
|  | -               | Rep. Dominicana | 0           | -          | Rep. Dominicana    | 3                  |  |  |                    |                    |
|  | -               |                 |             | -          | Rep. Dominicana    | 3                  |  |  |                    |                    |
|  | -               | -               |             | Porto Rico | 2                  |                    |  |  |                    |                    |
|  | -               | -               |             |            | 2                  |                    |  |  |                    |                    |
|  |                 |                 |             |            |                    |                    |  |  |                    |                    |
|  |                 |                 |             |            |                    |                    |  |  |                    |                    |

## Podio

### Campione
Formazione: 1 Vance, 3 Bittner, 4 Mckinney, 5 Kneubuhl, 6 Hildebrand, 7 Tarr, 8 Meerstein, 9 Nielsen, 10 Thornton, 11 Holt, 14 Zahn, 19 Watten, CT: Mclaughlin

### Secondo posto
Formazione: 3 Gotch, 4 St-Pierre, 6 Faucher, 8 Simac, 9 Schneider, 10 van Lankvelt, 11 Jarmoc, 12 Schmitt, 13 Small, 14 Duff, 15 Bann, 16 Schmuland, CT: Laplante

### Terzo posto
Formazione: 1 Palomino, 2 Canario, 3 Contreras, 4 González, 5 Sánchez, 6 García, 7 Concepción, 11 Cáceres, 12 Castro, 15 López, 16 Batista, 18 Cabrera, CT: Campechano

## Classifica finale
| Classifica | Squadre         | Qualificazione     |
| ---------- | --------------- | ------------------ |
|            | Stati Uniti     | Coppa America 2010 |
|            | Canada          | Coppa America 2010 |
|            | Rep. Dominicana | Coppa America 2010 |
| 4          | Porto Rico      |                    |
| 5          | Messico         |                    |
| 6          | Guatemala       |                    |
| 7          | Panama          |                    |